# Wiblinger Wählergemeinschaft
| Basisdaten       | Basisdaten         |
| ---------------- | ------------------ |
| Gründungsdatum   | 17. Juli 1968      |
| Gründungsort     | Ulm                |
| Vorsitzender     | Burkhard Siemoneit |
| Stellvertreterin | Heinz Fischer      |
| Schatzmeister    | Friedrich Hölzel   |
| Mitglieder       | ca. 90             |

Die Wiblinger Wählergemeinschaft (WWG) ist eine freie Wählergemeinschaft in Ulm in der Rechtsform eines eingetragenen Vereins. Sie versteht sich als Interessenvertretung des Stadtteils Wiblingen sowie der anderen südlichen Ulmer Stadtteile Gögglingen-Donaustetten und Unterweiler.

## Ergebnisse bei Kommunalwahlen
Die WWG erzielte bei der Kommunalwahl 2009 einen Stimmenanteil von 7,0 % und zog mit drei Stadträten in den Ulmer Gemeinderat ein: Erwin Böck, Reinhard Kuntz und Helga Malischewski. Dies stellte eine Verbesserung gegenüber dem Ergebnis von 2004 (6,5 %) dar. Der Stimmenanteil blieb bei der Kommunalwahl 2014 mit 6,9 % weitgehend stabil, wodurch die WWG erneut drei Stadträte entsenden konnte.
Ein deutlicher Rückgang erfolgte bei der Kommunalwahl 2019, als die WWG nur noch 4,8 % der Stimmen erhielt. Die Anzahl ihrer Sitze im Gemeinderat reduzierte sich dadurch auf zwei.
Bei der Kommunalwahl am 9. Juni 2024 konnte die WWG ihren Stimmenanteil leicht auf 4,97 % steigern und ist weiterhin mit zwei Stadträten im Gemeinderat vertreten: Reinhard Kuntz und Wolfgang Stittrich. Sie sind Teil der 9 Sitze umfassenden FWG-Fraktion im Ulmer Gemeinderat, der auch die Vertreter der weiteren freien Wählergruppen Freie Wählergemeinschaft Ulm (FWG), Ulmer-Vorort-Liste Jungingen - Lehr - Mähringen (UVL) und Unabhängige Wählergemeinschaft Söflingen (UWS) angehören.

## Politische Schwerpunkte
Die politische Arbeit der WWG konzentriert sich auf die Entwicklung des Stadtteils Wiblingen und umfasst mehrere Kernthemen: Die Verbesserung der Nahversorgung, die Optimierung der Verkehrsführung in Alt-Wiblingen sowie die Steigerung der Wohnqualität im Stadtteil. Weitere Schwerpunkte bilden die Ausweisung neuer Wohngebiete und die Bewältigung des demografischen Wandels. Die WWG verfolgt dabei einen sachpolitischen Ansatz, der sich von parteipolitischen Interessen abgrenzt.

## Geschichte
Die Geschichte der WWG reicht bis in die späten 1960er Jahre zurück. Damals war Wiblingen mit seinen rund 7.000 Einwohnern auf dem Weg, einer der größten Stadtteile Ulms zu werden, war jedoch im Gemeinderat nur mit zwei Stadträten vertreten. Aufgrund der schwachen Positionierung Wiblinger Kandidaten auf den Parteilisten für die Gemeinderatswahl 1968 entstand die Befürchtung, der wachsende Stadtteil könnte im Rathaus nicht ausreichend wahrgenommen werden.
Am 12. Juli 1968 wurde vom Bürgerausschuss Wiblingen eine eigene Wiblinger Liste für die Gemeinderatswahl aufgestellt, was die Geburtsstunde der Wiblinger Wählergemeinschaft markierte. Bei der Wahl im Herbst 1968 trat die WWG mit 18 Kandidaten an und gewann auf Anhieb ein Stadtratsmandat. Ab 1971 schlossen sich die WWG-Stadträte der FWG-Fraktionsgemeinschaft an, um gegenüber den parteigebundenen Stadträten mehr Gewicht zu erlangen.